# هانس دیتر بتز
هانس دیتر بتز (انگلیسی: Hans Dieter Betz; ۲۱ مهٔ ۱۹۳۱ –) شبان (پیشوای روحانی)، و پژوهشگر عهد جدید و تاریخ مسیحیت اهل ایالات متحده آمریکا بود.